# رينيه بيرغر
رينيه بيرغر هو مؤرخ الفن سويسري، ولد في 29 أبريل 1915 في بروكسل في بلجيكا، وتوفي في 29 يناير 2009 في لوزان في سويسرا.